# ニッポン絶景街道〜女流写真家が写す絶世の1枚〜
『Canon presents ニッポン絶景街道〜女流写真家が写す絶世の1枚〜』(ニッポンぜっけいかいどう〜じょりゅうしゃしんかがうつすぜっせいの1まい〜)は、BS朝日で2013年10月3日から2015年3月26日まで毎週木曜日22:00 - 22:54（JST）に放送されていた紀行・ドキュメンタリー番組。

## 概要
街道案内人「ひげの梶さん」こと梶本晃司が、女性写真家とともに、古くから続く街道を旅していく。毎回、街道にまつわる謎を解明しながら、旅先で出会った絶景を写真に収めていく。キヤノンの一社提供番組。

## 出演者
- 梶本晃司（ナビゲーター）
- 女性写真家（安珠、鵜川真由子、古賀絵里子、鶴巻育子、米美知子）※50音順
- 近藤サト（ナレーション）

## 放送リスト
|    | 放送日         | 街道                             | テーマ（謎）                                      | 女性写真家 |
| -- | -------------- | -------------------------------- | ------------------------------------------------- | ---------- |
| 1  | 2013年10月3日  | 東海道・駿河路（前編）           | 富士山はなぜ人々を魅了するのか？                  | 鶴巻育子   |
| 2  | 2013年10月10日 | 東海道・駿河路（後編）           | 徳川家康はなぜ富士山に執着したのか？              | 鶴巻育子   |
| 3  | 2013年10月17日 | 中山道（前編）                   | なぜ険しい山に道を作ったのか？                    | 古賀絵里子 |
| 4  | 2013年10月24日 | 中山道（中編）                   | なぜ昔の旅人は500kmの山道を歩けたのか？           | 古賀絵里子 |
| 5  | 2013年10月31日 | 中山道（後編）                   | 奇跡の町並み なぜ江戸時代がそのままに？           | 古賀絵里子 |
| 6  | 2013年11月7日  | 丹波路（前編）                   | 明智光秀は本当に“逆賊”なのか？                    | 鵜川真由子 |
| 7  | 2013年11月14日 | 丹波路（後編）                   | 本能寺の変…明智光秀の素顔とは？                   | 鵜川真由子 |
| 8  | 2013年11月21日 | 甲州街道（前編）                 | 短い道がなぜ五街道となったのか？                  | 鶴巻育子   |
| 9  | 2013年11月28日 | 甲州街道（後編）                 | 武田信玄はなぜ天下をとれなかったのか？            | 鶴巻育子   |
| 10 | 2013年12月5日  | 日光街道（前編）                 | 錦秋の日光〜なぜ徳川家康は日光に眠るのか？        | 古賀絵里子 |
| 11 | 2013年12月12日 | 日光街道（後編）                 | 錦秋の世界遺産〜“日光の奥道”とは？                | 古賀絵里子 |
| 12 | 2013年12月19日 | 会津西街道                       | 土方歳三はなぜ会津まで歩けたのか？                | 古賀絵里子 |
| 13 | 2013年12月26日 | 総集編                           |                                                   |            |
| 14 | 2014年1月9日   | 伊勢参宮街道（前編）             | なぜお伊勢参りは江戸時代に大ブームとなったのか？  | 鵜川真由子 |
| 15 | 2014年1月16日  | 伊勢参宮街道（後編）             | 神宮を二千年支えるグルメの秘密とは？              | 鵜川真由子 |
| 16 | 2014年1月23日  | 山辺の道（前編）                 | なぜこの地に日本最古の道が？                      | 鶴巻育子   |
| 17 | 2014年1月30日  | 山辺の道（後編）                 | 日本最古の道 旅人が集結する理由とは？             | 鶴巻育子   |
| 18 | 2014年2月6日   | 奥州街道                         | 世界遺産！なぜこの地に平泉文化が花咲いた？        | 鶴巻育子   |
| 19 | 2014年2月13日  | 羽州街道                         | 松尾芭蕉はなぜ『おくのほそ道』を歩いたのか？      | 鶴巻育子   |
| 20 | 2014年2月20日  | 秋田角館街道                     | なぜ角館はみちのくの小京都と呼ばれるのか？        | 古賀絵里子 |
| 21 | 2014年2月27日  | 津軽黒石街道                     | 津軽に伝わる鬼伝説 鬼の正体とは？                 | 古賀絵里子 |
| 22 | 2014年3月6日   | 鎌倉街道                         | なぜ源義経は頼朝に嫌われた？                      | 鵜川真由子 |
| 23 | 2014年3月13日  | 金沢街道                         | 鎌倉幕府を支えた食の道とは？                      | 鵜川真由子 |
| 24 | 2014年3月20日  | 琉球街道（前編）                 | 世界遺産を結ぶ…幻の街道があった？                 | 鶴巻育子   |
| 25 | 2014年3月27日  | 琉球街道（後編）                 | 王様が歩いた 巡礼の道とは？                       | 鶴巻育子   |
| 26 | 2014年4月3日   | 伏見街道                         | 豊臣秀吉はなぜ伏見に城を築いたのか？              | 鶴巻育子   |
| 27 | 2014年4月10日  | 鯖街道・若狭路                   | 京都を変えた幻のシルクロードがあった？            | 鶴巻育子   |
| 28 | 2014年4月17日  | 川越街道（前編）                 | 江戸時代 たくさんのブームを支えた道とは？         | 鵜川真由子 |
| 29 | 2014年4月24日  | 川越街道（後編）                 | なぜ川越は小江戸と呼ばれるのか？                  | 鵜川真由子 |
| 30 | 2014年5月1日   | 姫街道                           | 初夏の浜名湖 東海道の脇道〜なぜ女心をつかむのか？ | 鶴巻育子   |
| 31 | 2014年5月8日   | 東海道                           | 江戸時代 なぜ旅ブームに火がついた？               | 鶴巻育子   |
| 32 | 2014年5月15日  | 大山街道（前編）                 | 今 街道ファンに大人気“裏街道”とは？               | 鵜川真由子 |
| 33 | 2014年5月22日  | 大山街道（後編）                 | 家康も愛した大山詣で なぜ大ブームに？             | 鵜川真由子 |
| 34 | 2014年5月29日  | 世界遺産 熊野古道（前編）        | 巡礼の道 なぜ旅人は歩くのか？                     | 安珠       |
| 35 | 2014年6月5日   | 世界遺産 熊野古道（中編）        | なぜ神々はこの地に眠るのか？                      | 安珠       |
| 36 | 2014年6月12日  | 世界遺産 熊野古道（後編）        | 巡礼の道 紀伊路はなぜ癒される？                   | 安珠       |
| 37 | 2014年6月19日  | 水戸街道                         | 水戸黄門様は本当に旅好きだったのか？              | 鵜川真由子 |
| 38 | 2014年6月26日  | 成田街道                         | 市川團十郎が愛した成田詣でとは？                  | 鵜川真由子 |
| 39 | 2014年7月3日   | 塩の道・信州安曇野               | 上杉謙信は“敵に塩を送った”のか？                  | 鶴巻育子   |
| 40 | 2014年7月10日  | 善光寺〜戸隠神社への道           | 信玄VS謙信の舞台 なぜ女性が集う？                 | 鶴巻育子   |
| 41 | 2014年7月17日  | 北陸道（前編）                   | 人はなぜ祭りが好きなのか？                        | 安珠       |
| 42 | 2014年7月24日  | 北陸道（中編）                   | 失意の旅か、栄光の果てか、義経伝説とは?           | 安珠       |
| 43 | 2014年7月31日  | 北陸道（後編）                   | 加賀百万石はなぜ 栄華を極めたのか？               | 安珠       |
| 44 | 2014年8月7日   | 夏の北海道・函館 新撰組 衰退の道 | なぜ土方歳三は３４歳の若さで散ったのか？          | 鶴巻育子   |
| 45 | 2014年8月14日  | 夏の北海道 昆布の道              | 昆布が明治維新を起こした？                        | 鶴巻育子   |
| 46 | 2014年8月21日  | 夏の青森 十和田・奥入瀬水神街道  | みちのく“水神”の正体とは？                        | 鵜川真由子 |
| 47 | 2014年8月28日  | 津軽西街道                       | 砂に埋もれた“幻の巨大港”とは？                    | 鵜川真由子 |
| 48 | 2014年9月4日   | 山陽道（前編）                   | 神の島 激動の七変化とは？                         | 安珠       |
| 49 | 2014年9月11日  | 山陽道（中編）                   | 西国街道が日本と世界をつないだ？                  | 安珠       |
| 50 | 2014年9月18日  | 山陽道（後編）                   | なぜ文学は坂で生まれるのか？                      | 安珠       |
| 51 | 2014年9月25日  | 総集編                           |                                                   |            |
| 52 | 2014年10月2日  | 大山道                           | なぜ大山は“奇跡の山”と呼ばれるのか？              | 鵜川真由子 |
| 53 | 2014年10月9日  | 出雲路                           | 出雲大社と伊勢神宮の意外な関係とは？              | 鵜川真由子 |
| 54 | 2014年10月16日 | 太子道                           | 聖徳太子は本当にいたのか？                        | 鶴巻育子   |
| 55 | 2014年10月23日 | 柳生街道                         | 歴史の陰に暗躍した“柳生流”とは？                  | 鶴巻育子   |
| 56 | 2014年10月30日 | 吉野山への道                     | 女性が集う“哀しい物語”とは？                      | 鶴巻育子   |
| 57 | 2014年11月6日  | 西国街道                         | 忠臣蔵はなぜ日本人の心を掴むのか？                | 安珠       |
| 58 | 2014年11月13日 | 丹後街道                         | 京料理と伊勢神宮の意外な関係とは？                | 安珠       |
| 59 | 2014年11月20日 | 伊那街道（前編）                 | 武田信玄が歩いた悲劇の道とは？                    | 鵜川真由子 |
| 60 | 2014年11月27日 | 伊那街道（後編）                 | 伊那街道はなぜ五街道より賑わったのか？            | 鵜川真由子 |
| 61 | 2014年12月4日  | 日光街道（奥日光）               | なぜ日光は世界から絶賛される？                    | 米美知子   |
| 62 | 2014年12月11日 | 会津街道                         | 会津藩が徳川家に重用された理由とは？              | 米美知子   |
| 63 | 2014年12月18日 | 吉備路（前編）                   | 黒田官兵衛 天下統一の奇策とは？                   | 鶴巻育子   |
| 64 | 2014年12月25日 | 吉備路（後編）                   | 桃太郎は侵略者だった？                            | 鶴巻育子   |
| 65 | 2015年1月1日   | 伊勢参宮街道                     | 半年で500万人！お伊勢参り 本当の魅力とは？        | 安珠       |
| 66 | 2015年1月8日   | 世界遺産 熊野古道・伊勢路        | 2つの聖域を結ぶ神秘の道とは？                     | 安珠       |
| 67 | 2015年1月15日  | 奈良街道                         | 平城京から平安京へ 遷都に隠されたミステリーとは？ | 鶴巻育子   |
| 68 | 2015年1月22日  | 高野山への道                     | 高野山を開創した空海とは？                        | 鶴巻育子   |
| 69 | 2015年1月29日  | 比叡山への道                     | なぜ信長は延暦寺を焼いたのか？                    | 鶴巻育子   |
| 70 | 2015年2月5日   | 白川街道（前編）                 | 合掌造りに隠された秘密とは？                      | 鵜川真由子 |
| 71 | 2015年2月12日  | 白川街道（後編）                 | 雪国の繁栄を支えた先人達の知恵とは？              | 鵜川真由子 |
| 72 | 2015年2月19日  | 北国街道（越中路）               | 片道４億円！？ 前田家命がけの参勤交代とは？       | 安珠       |
| 73 | 2015年2月26日  | 鰤街道（飛騨街道）               | 富山の薬売り・飛騨の匠…なぜ栄えた？               | 安珠       |
| 74 | 2015年3月5日   | 明治維新への道（高知編）         | 龍馬の心を動かした土佐の絶景とは？                | 鵜川真由子 |
| 75 | 2015年3月12日  | 明治維新への道（愛媛編）         | 明治維新へと続く脱藩の道とは？                    | 鵜川真由子 |
| 76 | 2015年3月19日  | 萩往還                           | 明治維新の268年前の因縁とは？                     | 鵜川真由子 |
| 77 | 2015年3月26日  | 総集編                           |                                                   |            |

| 使用するカメラ - EOS M（#1-7） - EOS Kiss X7（#8,9,14-17,30-33,37,38） - EOS M2（#10-12,18-21,24,25,28,29,34-36,39,40,42-45) - EOS Kiss X7i(#22,23,26,27,41,46-47) |

## スタッフ
- ナレーション：近藤サト
- 歴史監修：梶本晃司
- 構成：飯塚大悟
- 撮影：長﨑太資
- 音声：丹野基樹
- オフライン：高原淳
- EED：井上達生
- 音効：鈴木路子
- MA：河野翔平
- CG：林宏美、大門春奈
- 編集：glow
- リサーチ：山川俊司
- メイク：原田真里
- 車輌：コム
- 技術協力：サンディスク
- 広報：田中久美香（BS朝日）
- デスク：小泉真弓（BS朝日）、知久恵子
- 演出補：河野朋恵、作美彩香、上山有貴子
- ディレクター：曽野部典久、浦山勉、山田郁夫、飯塚諒
- チーフディレクター：宮澤拓郎
- 演出：三浦大輔
- プロデューサー：江野夏平（BS朝日）、加納満、鈴木則寿、宮崎俊午
- 制作協力：ウッドオフィス
- 制作：BS朝日、ViViA、ビデオプロモーション